# Écume de mer (voilier)
Pour les articles homonymes, voir Écume.
L’Écume de mer est une classe de voilier de croisière côtière dessinée par les architectes Jean-Marie Finot et Laurent Cordelle en 1969. Cette classe sera produite jusqu'en 1980 à 1 385 exemplaires.

## Histoire
Jean-Marie Finot conçoit ce bateau destiné à la croisière côtière pour son usage personnel à la suite d'un stage chez Philippe Harlé. Les chantiers français ne sont pas intéressés mais le hollandais Walter Huisman propose de construire l'Écume de mer si celui-ci est agrandi pour participer aux compétitions de la série quarter-tonner. Le prototype est construit en aluminium, avec une coque à bouchains, et court la Quarter Ton Cup 68, puis gagne la Delta Race 68 en Hollande. En 1969, il remporte les courses du GCL ainsi que la Delta Cup 69, et attire l'attention de l'Australien Eric Bradley.
André Costa, rédacteur aux Cahiers du Yachting, aide J.M. Finot à trouver un chantier. C'est le chantier Mallard à La Rochelle qui va construire le bateau en stratifié, avec une coque en forme. Le bateau est alors construit en série; il gagne  la Quarter Ton Cup en 1970. Une version pour la régate, Petite Fleur, est lancée en 1972, avec un pont flush-deck. La même année, le bateau commence à être construit au Japon.
Une nouvelle version sort en 1975 et reçoit le prix du « Bateau de l'année » ; elle inclut des améliorations de confort comme le retour des drisses au cockpit, des cale-pieds et des mains courantes améliorées. En 1976, le roof est allongé.
L'Écume de mer est le premier monotype du Tour de France à la voile lors de sa première édition en 1978.
La construction s'arrête en 1980.
À bord de son Écume de Mer Boroboudour, Michel Martin réalisera un tour du monde sans moteur de 1980 à 1985.